# Eiríksdóttir
Eiríksdóttir bzw. Eiriksdottir ist ein weiblicher isländischer Name.

## Bedeutung
Der Name ist ein Patronym und bedeutet Eiríkurs Tochter. Die männliche Entsprechung ist Eiríksson (Eiríkurs Sohn).

## Namensträgerinnen
- Gyda Eiriksdottir, Tochter des Kleinkönigs Erich in Hardanger
- Hlín Eiríksdóttir (* 2000), isländische Fußballspielerin
- Karólína Eiríksdóttir (* 1951), isländische Komponistin
- Ragnhild Eiriksdottir (um 870 – um 888), Tochter des Königs Eriks des Mächtigen und seiner Frau Gisla von Haithabu
- Unnur Eiríksdóttir (1921–1976), isländische Schriftstellerin
- Vala Kristín Eiríksdóttir (* 1991), isländische Schauspielerin